# Élection présidentielle gilbertine de 2016
Une élection présidentielle a lieu aux Kiribati le 9 mars 2016 afin d'élire le président de la République au suffrage universel, pour un mandat de quatre ans. Le président sortant, Anote Tong du parti Boutokaan te koaua (BTK), achève son troisième et dernier mandat, et ne peut donc pas se représenter. Le pays élit donc son cinquième président depuis son indépendance en 1979.

## Système électoral et politique
L'élection présidentielle fait suite à des élections législatives. Tout député peut annoncer son intention de se porter candidat à la présidentielle. Une fois établie la liste des candidats à la candidature, l'ensemble des députés de la Maneaba ni Maungatabu, le parlement, sélectionnent trois ou quatre de ces candidats, à bulletin secret, selon la méthode de Borda. La sélection se fait en deux tours. À l'issue du premier tour, les deux députés ayant obtenu le plus grand nombre de suffrages sont sélectionnés. La sélection des deux autres s'opère par un second tour, le cas échéant. Les députés sélectionnés par leurs pairs font alors face au suffrage universel direct,.
Les Kiribati sont une république parlementaire. Le président de la République est à la fois chef d'État et chef du gouvernement. Son mandat est de quatre ans, renouvelable deux fois.

## Candidats
Tetaua Taitai, candidat malheureux à la présidence en 2012 pour le parti Karikirakean Te I-Kiribati (KTK), puis chef de l'opposition durant la législature s'achevant en 2015, décède d'un cancer le 6 février 2015. Anote Tong ne pouvant pas non plus se représenter, les deux principaux candidats de 2012 sont dès lors absents de ce scrutin.
L'assemblée élue début janvier se réunit le 5 février pour sélectionner les candidats à la présidentielle. Les députés choisissent trois candidats. Taaneti Mwamwau est choisi pour porter les couleurs du parti Tobwaan Kiribati, nouvelle coalition regroupant le KTK et le parti Maurin Kiribati. Quant au BTK, il est représenté par deux candidats : Rimeta Beniamina (qui s'était présenté sous les couleurs de Maurin Kiribati en 2012), et Tianeti Ioane. La candidature de Taberannang Timeon, également du BTK, n'est pas retenue par les députés.

## Résultats
Taneti Maamau remporte l'élection, marquant une alternance au pouvoir après douze ans de gouvernement du BTK. Le nouveau président ne dispose toutefois pas d'une majorité au Parlement, le BTK ayant remporté les élections législatives de janvier.
| Candidats                | Candidats            | Partis               | Voix   | %     |
| ------------------------ | -------------------- | -------------------- | ------ | ----- |
|                          | Taneti Maamau        | TKP                  | 19 891 | 59,96 |
|                          | Rimeta Beniamina     | BTK                  | 12 762 | 38,59 |
|                          | Tianeti Ioane        | BTK                  | 482    | 1,46  |
|                          |                      |                      |        |       |
| Votes valides            | Votes valides        | Votes valides        | 33 079 | 99,49 |
| Votes blancs et nuls     | Votes blancs et nuls | Votes blancs et nuls | 168    | 0,51  |
| Total                    | Total                | Total                | 33 247 | 100   |
| Abstention               |                      |                      |        |       |
| Inscrits / participation |                      |                      |        |       |